# Mascia Ferri
Mascia Ferri (Roma, 13 aprile 1968) è una paracadutista italiana.

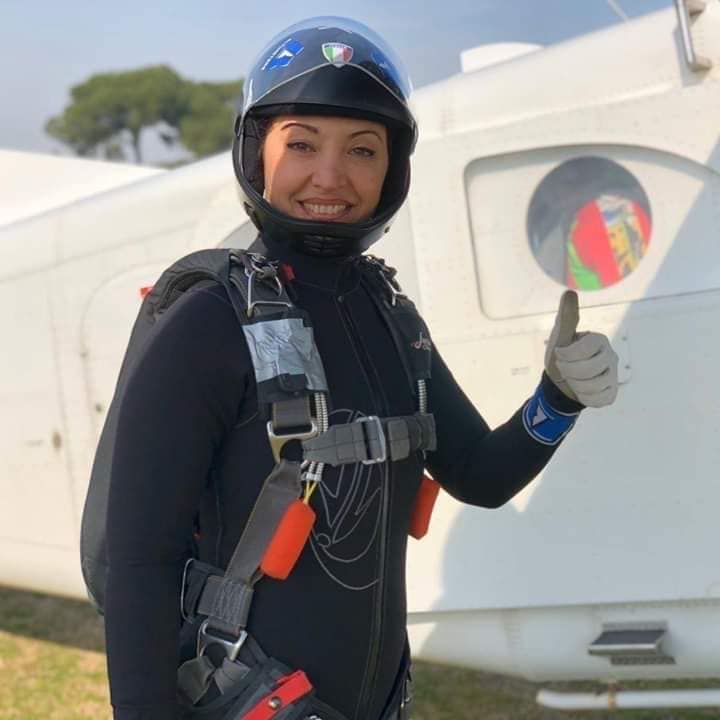
Mascia Ferri, prima del lancio

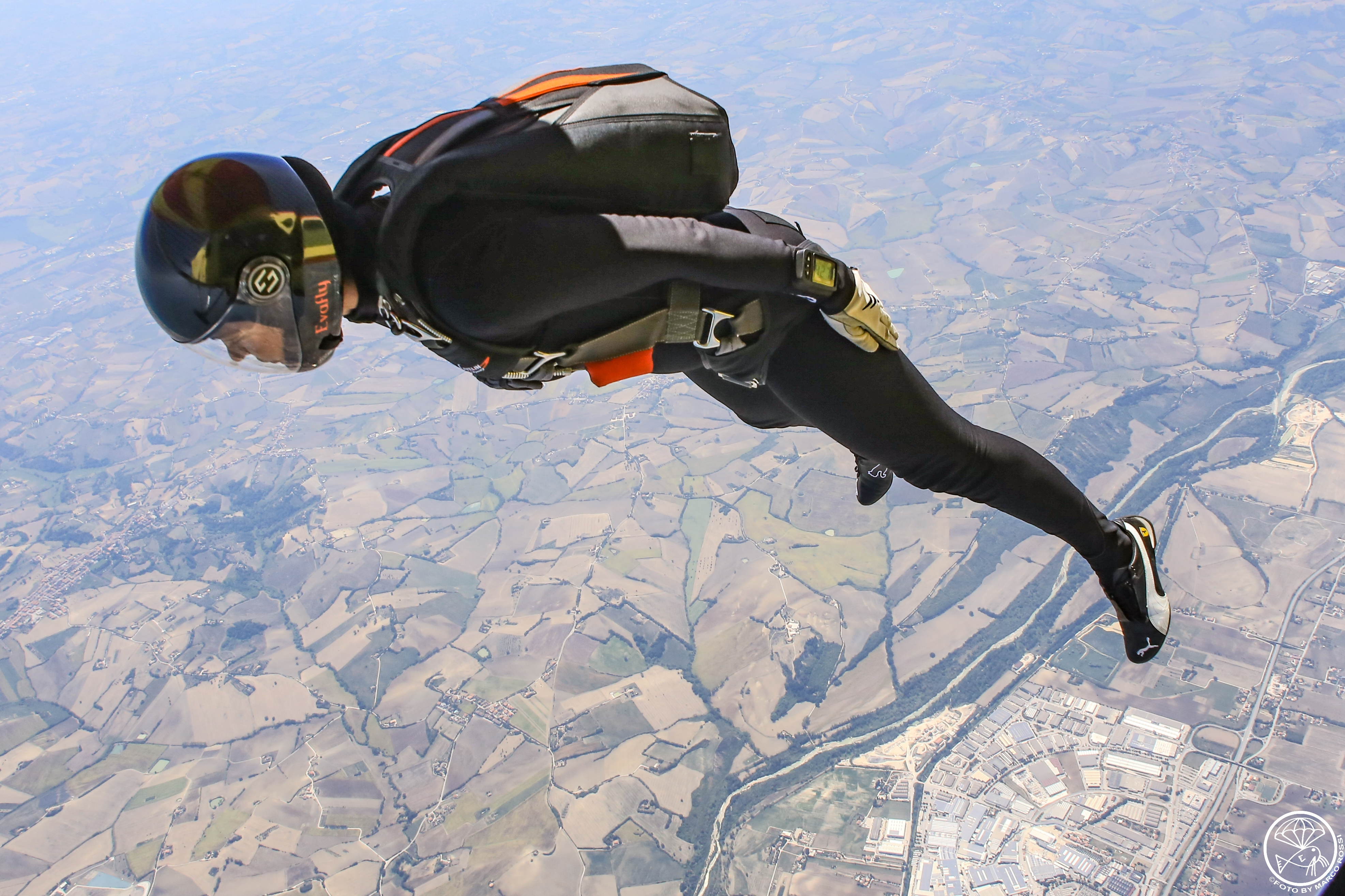
Mascia Ferri, Speed Skydiving exit

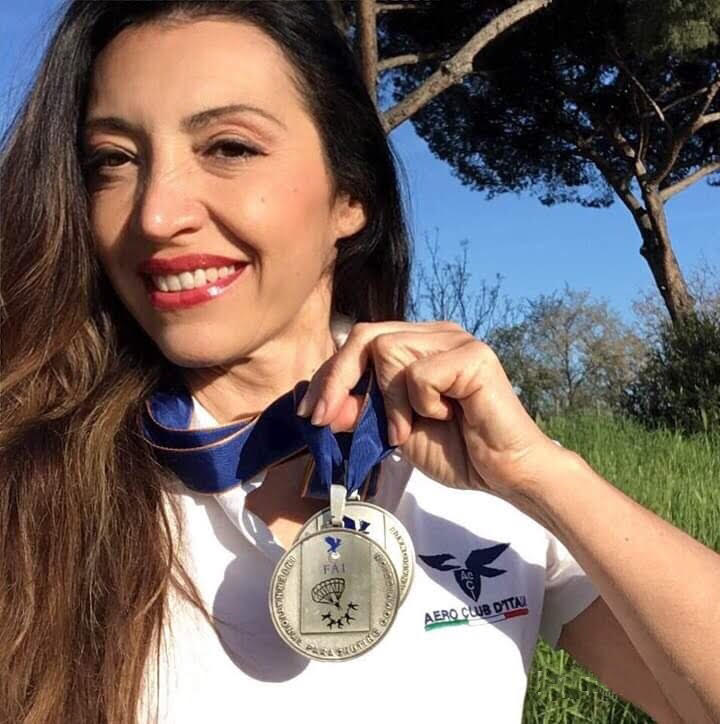
Mascia Ferri, Medaglie d'argento FAI Campionato europeo e Coppa del mondo Speed Skydiving 2019

Nella disciplina Speed Skydiving ha fissato nel 2019 il Record del mondo, è la Campionessa italiana in carica e ha conquistato più volte il podio sia alla Coppa del Mondo sia ai Campionati Europei. Fa parte della Nazionale italiana di paracadutismo sportivo dal 2018.
Nel 2023 è entrata nella squadra Eagles Knights della S.S. Lazio Paracadutismo.

## Biografia
Ha iniziato a praticare lo sport del paracadutismo all'età di diciannove anni. Dopo un lungo periodo di interruzione, undici anni, ha ripreso nel 2016 con un'intensa attività agonistica.
Nel 2017 ha fissato il primo Competition Record italiano di 349,74 km/h a Gryttjom, in Svezia, e il primo Performance Record italiano ad Arbatax (Italia) di 381,96 km/h.
Nel 2018 ha fissato il nuovo record italiano di 387,04 km/h nell'Algarve, in Portogallo, ha vinto la medaglia di bronzo ai Campionati italiani ed è entrata nella Nazionale italiana di paracadutismo sportivo.
Nel 2019 è diventata la prima Campionessa italiana di speed skydiving e le è stata confermata la convocazione nella squadra azzurra. Ha stabilito il primo record italiano femminile (con il nuovo sistema di misurazione GPS) di 424 km/h fissato l’11 maggio durante il Campionato italiano organizzato dall’Aero Club d'Italia presso l'aeroporto di Fano. Nel 2023, in occasione del Campionato italiano, ha fissato un nuovo record nazionale femminile di 430,90 km/h. Nel 2025, durante i Campionati Italiani a Nettuno, ha ulteriormente alzato il record italiano a 438,01 km/h.
Nello stesso anno ha vinto la medaglia d'oro al secondo incontro della ISSA World Series 2019 a Fano e la medaglia d'oro al terzo incontro della ISSA World Series a Bad Saulgau (Germania). Ha inoltre vinto la finale della World Series a Zwartberg, in Belgio, ed ha conquistato la medaglia d’oro della ISSA World Series 2019 nella categoria femminile. Il 15 agosto 2019 a Dunkeswell, ha fissato al terzo round il record mondiale con 418,25 km/h,  ed ha conquistato la medaglia d'argento sia alla Coppa del mondo che ai Campionati europei.
Il 5 settembre del 2018 è stata ingaggiata dall’aeronautica militare per sottoporsi a un esperimento inedito presso il Poligono Interforze di Salto di Quirra (PISQ). Per la prima volta, attraverso l'utilizzo di sei cinetheodolite del Poligono sperimentale e di addestramento interforze di Salto di Quirra operati dalla Vitrociset, è stato ripreso un lancio ad alta velocità di un corpo umano per effettuare uno studio di postura aerodinamica. Sulla paracadutista, che si è lanciata da 4000 metri, sono stati applicati dei marker per permettere alle apparecchiature di individuare il soggetto. Nel lancio è stata rilevata una velocità di quasi 400 km/h (392 km/h), la più alta mai registrata per una donna.
Prima di dedicarsi al paracadutismo a livello agonistico ha svolto un'intensa attività accademica e di ricerca nel campo dell'analisi sociale. Ha conseguito un Dottorato di ricerca in Storia e sociologia della modernità all'Università di Pisa, un Dottorato di ricerca in Scienze filosofiche e sociali all'Università di Tor Vergata, una Laurea in Sociologia (110/110), una Laurea in Scienze della comunicazione e un Master in Metodologia della ricerca sociale all'Università "La Sapienza" di Roma. Ha pubblicato articoli di sociologia e politologia su riviste scientifiche e quattro libri.

## Record
Record del Mondo 418,25 km/h (2019 – Dunkeswell)
Record Europeo 418,25 km/h (2019 – Dunkeswell)
Record Italiano  438,01 km/h (2025 – Nettuno)
Record Italiano  430,90 km/h (2023 – Fano)
Record Italiano  424,00 km/h (2019 – Fano)
Record Italiano  387,04 km/h (2018 – Algarve)
Record Italiano  349,74 km/h (2017 – Gryttjom)
Performance Record 381,96 km/h (2017 – Arbatax)

## Risultati sportivi
2025
Campionessa Italiana – Nationals, Nettuno, Italia
Medaglia d'oro 1st International Trophy Speed Skydiving "Cittá di Nettuno“
Medaglia di bronzo 1st International Trophy Speed Skydiving "Cittá di Nettuno“ (open)
Medaglia di Bronzo Campionato Italiano (open) – Nettuno, Italia
2023
Medaglia di bronzo Campionato Europeo – Prostejov, Repubblica Ceca
Record italiano Competition FAI 430.90 km/h – Fano, Italia
2019
Record del mondo 418.25 km/h – Dunkesswell, Inghilterra
Record europeo 418.25 km/h – Dunkesswell, Inghilterra
vice Campionessa Europea – Dunkesswell, Inghilterra
Campionessa Italiana – Nationals, Fano, Italia
Medaglia d’argento World Cup 2019 – Dunkesswell, Inghilterra
Record italiano Competition FAI 424 kmh – Fano, Italia
Medaglia d’oro Finale ISSA World Series – Zwartberg, Belgio
Medaglia d’oro ISSA II evento World Series – Fano, Italia
Medaglia d’oro ISSA III evento World Series – Bad Saulgau, Germania
Prima classificata ISSA IV evento World Series – Zwartberg, Belgio
Prima posizione Ranking Mondiale ISSA (GPS system)
Prima posizione ISSA World Series 2019
2018
Prima posizione ISSA World Series
Medaglia di Bronzo Campionato Italiano (open) – Fano, Italia
Nuovo Record Italiano FAI Competition – ISSA World Series, Algarve, Portogallo
Prima posizione Campionato del Mondo – Gold Coast, Australia
2017
Prima posizione ISSA World Series 2017
Primo Record Italiano FAI Competition – ISSA World Series, Illertissen, Germania
Primo Record Italiano FAI Performance – Arbatax, Italia
Nuovo Record Italiano FAI Competition – ISSA World Series, Gryttjom, Svezia

## Gare internazionali

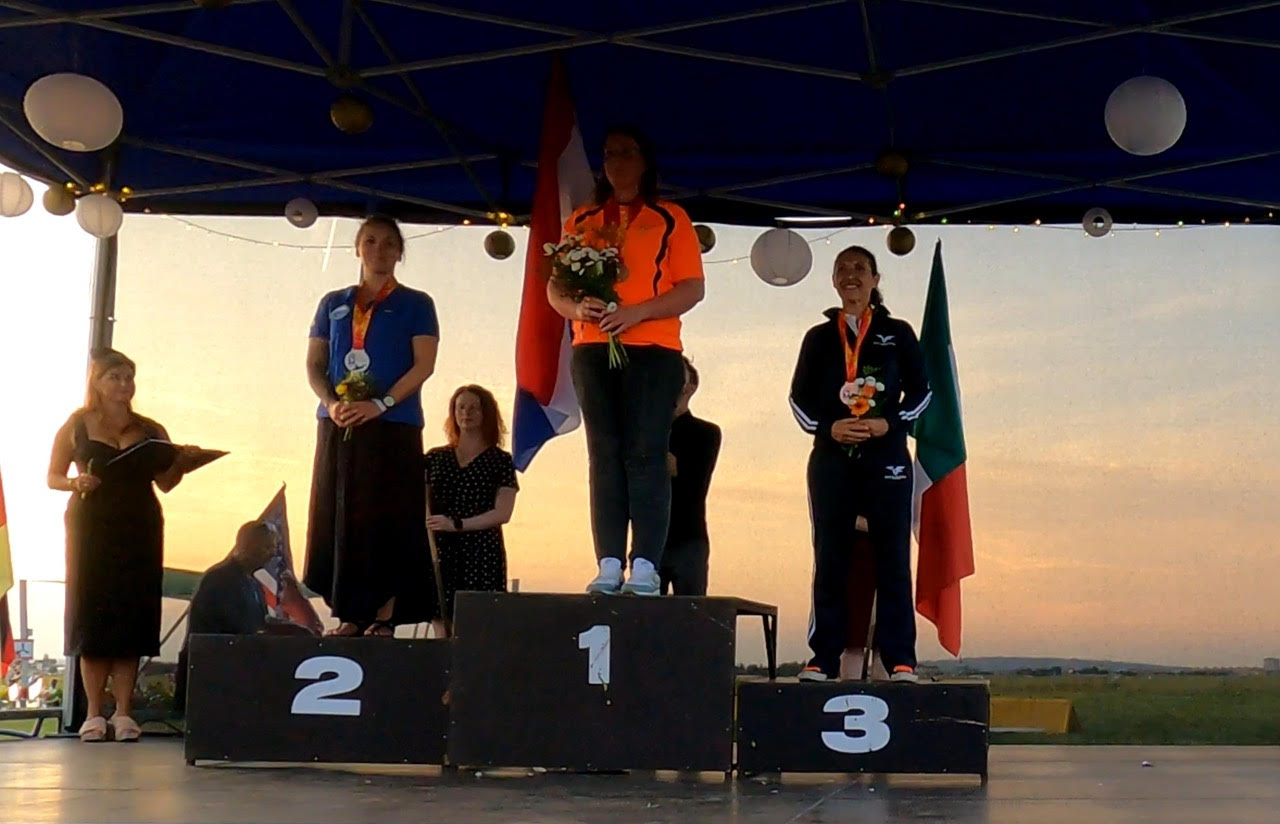
Mascia Ferri sul podio Campionato Europeo 2023

Campionati del Mondo, Tanay, Russia – Agosto 2021
Campionati del Mondo, Gold Coast Australia – Agosto 2018
Campionati Europei, Prostejov, Repubblica Ceca – Agosto 2023
Campionati Europei, Dunkeswell, Inghilterra – Agosto 2019
Coppa del Mondo, Prostejov, Repubblica Ceca – Agosto 2023
Coppa del Mondo, Dunkeswell, Inghilterra – Agosto 2019
1st International Trophy Speed Skydiving "Cittá di Nettuno“ – Luglio 2025
ISSA World Series 4 evento, Fano, Italia – Luglio 2023
ISSA World Series 3 evento, Fano, Italia – Agosto 2022
ISSA World Series, Fano, Italia – Settembre 2021
ISSA World Series, Teuge, Olanda – Settembre 2020
ISSA World Series finale, Zwartberg, Belgio – Giugno 2019
ISSA World Series 3 evento, Bad Saulgau, Germania – Maggio 2019
ISSA World Series 2 evento, Fano, Italia – Maggio 2019
ISSA World Series 3 evento, Fano, Italia – Giugno 2018
ISSA World Series 2 evento, Illertissen, Germania – Maggio 2018
ISSA World Series 1 evento, Algarve, Portogallo – Aprile 2018
ISSA World Series 3 evento, Gryttjom, Svezia – Giugno 2017
ISSA World Series 2 evento, Illertissen, Germania – Maggio 2017

## Campionati nazionali

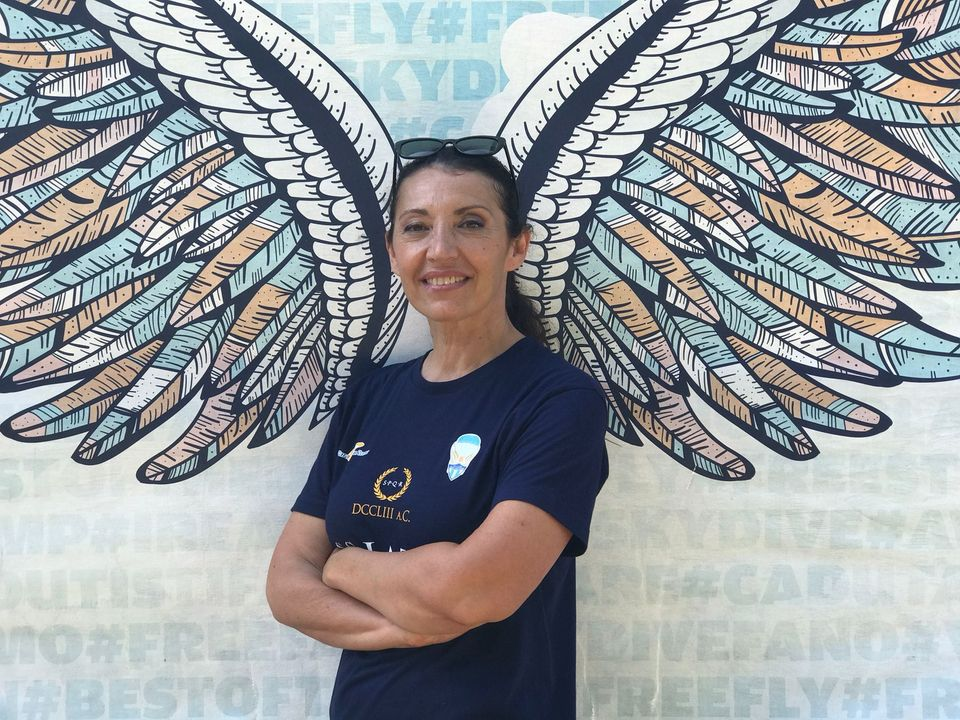
Mascia Ferri con la maglia S.S. Lazio Paracadutismo

Campionato Italiano, Nettuno, Italia – Settembre 2025
Campionato Italiano, Arezzo, Italia – Settembre 2024
Campionato Italiano, Fano, Italia – Luglio 2023
Campionato Italiano, Fano, Italia – Agosto 2022
Campionato Italiano, Fano, Italia – Settembre 2021
Campionato Italiano, Fano, Italia – Maggio 2019
Campionato Italiano, Fano, Italia – Giugno 2018

## Opere
- L'opinione pubblica in democrazia. Ruolo, analisi, prospettive, Milano, Mimesis, 2017, ISBN 978-88-575-4384-0.
- Come si forma l'Opinione pubblica. Il contributo sociologico di Walter Lippmann, Milano, FrancoAngeli, 2006, ISBN 88-464-7627-1.
- La voce muta. Analisi dell'opinione sociale nel dopoguerra, Genova, Ecig, 2009, ISBN 978-88-7544--193-7.
- Le donne di Rousseau. Amanti sesso e vizi del filosofo della Rivoluzione, Acireale-Roma, Bonanno Editore, 2009, ISBN 88-7796-592-4.